# Różańsko (stacja kolejowa)
Różańsko – nieistniejąca stacja kolejowa w Różańsku w Polsce, w województwie zachodniopomorskim, w powiecie myśliborskim, w gminie Dębno.